# Nitijom
Nitijom är en ort i Mexiko.   Den ligger i kommunen Chamula och delstaten Chiapas, i den sydöstra delen av landet, 800 km öster om huvudstaden Mexico City. Nitijom ligger 2 433 meter över havet och antalet invånare är 196.
Terrängen runt Nitijom är huvudsakligen kuperad, men norrut är den bergig. Runt Nitijom är det tätbefolkat, med 530 invånare per kvadratkilometer. Närmaste större samhälle är San Cristóbal de las Casas, 6,9 km sydväst om Nitijom. Omgivningarna runt Nitijom är en mosaik av jordbruksmark och naturlig växtlighet.